# Live in Japan (album B.B. Kinga)
Live in Japan – koncertowy album bluesmana B.B. Kinga, nagrany w Tokio 4 i 7 marca 1971 roku, a wydany w 1999 roku.

## Lista utworów
1. „Every Day I Have the Blues” – 2:10
2. „How Blue Can You Get?” – 5:17
3. „Eyesight to the Blind” – 4:03
4. „Niji Baby” – 6:27
5. „You're Still My Woman” – 5:56
6. „Chains and Things” – 5:41
7. „Sweet Sixteen” – 6:00
8. „Hummingbird” – 4:08
9. „Darlin' You Know I Love You” – 4:26
10. „Japanese Boogie” – 9:17
11. „Jamming at Sankei Hall” – 9:35
12. „The Thrill Is Gone” – 5:36
13. „Hikari #88” – 7:57